# Dog Island (Gambia)
Dog Island – niewielka wyspa, położona na rzece Gambia w Republice Gambii około 13 kilometrów od ujścia rzeki do Oceanu Atlantyckiego. Powierzchnia wyspy wynosi niecałe 3,5 ha. Podczas odpływu wyspa połączona jest ze stałym lądem, natomiast podczas przypływu dzieli ją ok. 150 metrów od cypla Dog Island Point przy północnym brzegu rzeki. Obecna nazwa wyspy (Psia Wyspa) pochodzi od odgłosu wydawanego przez zamieszkujące ją pawiany, który z daleka przypomina nieco szczekanie psów.

## Historia
Pierwszymi Europejczykami, którzy zasiedlili wyspę, byli w latach sześćdziesiątych XVII wieku Anglicy, kiedy na polecenie ówczesnego majora, a późniejszego admirała Roberta Holmesa wzniesiono tu fort dla ochrony angielskiej działalności handlowej w tej części świata. Wyspę nazwano wówczas Charles Island na cześć króla Karola II Stuarta, zaś fort otrzymał nazwę Fort Charles. Opuszczono go w roku 1816 po założeniu nowego fortu na St. Mary’s Island u samego ujścia rzeki. Fort na Dog Island wówczas rozebrano. Od tamtej pory wyspa pozostaje niezamieszkana.
Obecnie czasami organizuje się dla turystów wycieczki łodzią z Bandżulu w okolice wyspy, skąd można obserwować delfiny pływające w estuarium rzeki Gambia.